# Александър Найденович
Александър Иванов Найденович е един от основателите на научната фармация в България и създателите на Катедрата по фармакология и токсикология във Висшето училище в София (по-късно Софийския университет „Св. Климент Охридски“).

## Биография
Роден е на 7 февруари 1858 г. в гр. Одрин. Син е на д-р Иван Найденович, един от първите български лекари, завършил медицина във Флоренция (Италия).
Началното си образование получава в родния си град, а средно и висше по химия – в Атина. След това специализира две години фармация и токсикология в Париж. Той е първият гражданин на новосъздаденото Княжество България, специализирал фармация и токсикология в Сорбоната, Париж (1881-1883 г.)
След завръщането си първоначално се установява в Пловдив, тогава в Източна Румелия. На 1 май 1884 г. е назначен за помощник на д-р Шостаник, професор по фармация в Медицинското училище в Цариград, а по-късно същата година и за началник на химическата лаборатория към медицинския съвет на Източнорумелийското санитарно дружество, което му възлага проучването на минералните води на Меричлери. Веднага след Съединението на България през 1885 г. е назначен за главен аптекар на българската армия. След заминаването на Алберт Тагартен за Русия той е назначен за изпълняващ длъжността, а по-късно и за началник на химическата лаборатория в София. През 1886 г. заедно с д-р  Стоян Чомаков публикува в списание „Здравие“ изследване на Сливенските минерални извори. През 1891 г. публикува в Държавен вестник първи данни за състава на термалните минерални води на град (тогава село) Банкя. В началото на ХХ век изследва за първи път и брезнишката желязна минерална вода. Той е един от пионерите на балнеолечението и на изследването на минералните води в България. Главен аптекар е към Дирекцията за опазване на общественото здраве до 1915 г.
Александър Найденович е първият преподавател по токсикология във Висшето училище в София и е член-основател на Българското химическо дружество. През 1918 г., след излизането на Царство България от Първата световна война, в София пристига френския генерал Луи Франше д'Еспере, ръководител на мисията на Антантата в Царството, и отсяда в къщата на Александър Найденович, непосредствено срещу сегашния хотел Хаят в София. 
Сестрата на Александър Найденович Ефросина е съпруга на българския генерал Стефан Тошев.

## Признание, награди и памет
Носител е на множество висши правителствени награди, включително орден За гражданска заслуга, Кръст за независимостта на България 1908, както и други български, германски и френски отличия.
Умира на 10 юли 1927 г. и е погребан в Софийските централни гробища. Съгласно завещанието му се създава фонд „Александър Найденович“, който подпомага финансово развитието на Съюза на химиците в България .